# Guangüitiro
Guangüitiro är en ort i Mexiko.   Den ligger i kommunen Pénjamo och delstaten Guanajuato, i den centrala delen av landet, 300 km väster om huvudstaden Mexico City. Guangüitiro ligger 1 902 meter över havet och antalet invånare är 640.
Terrängen runt Guangüitiro är huvudsakligen kuperad, men söderut är den platt. Terrängen runt Guangüitiro sluttar söderut. Runt Guangüitiro är det ganska tätbefolkat, med 104 invånare per kvadratkilometer. Närmaste större samhälle är Pénjamo, 5,5 km öster om Guangüitiro. I omgivningarna runt Guangüitiro växer huvudsakligen savannskog.